# Казимировка (Воронежская область)
Казимировка — хутор в Кантемировском районе Воронежской области России.
Входит в состав Журавского сельского поселения.

## География

### Улицы
- ул. Октябрьская.